# Psacalium
Psacalium là một chi thực vật có hoa trong họ Cúc (Asteraceae).

## Loài
Chi Psacalium gồm các loài: